# تیم ملی فوتبال فلسطین
تیم ملی فوتبال فلسطین (به عربی: منتخب فِلَسطِیْن لِکُرَّةُ الْقَدَم)، نماینده کشور فلسطین در مسابقات بین‌المللی و آسیا است که زیر نظر فدراسیون فوتبال فلسطین فعالیت می‌کند.
اولین بازی رسمی در تاریخ ۴ آوریل ۱۹۳۰ و به عنوان نماینده رسمی مردم عرب فلسطین در ۲۶ ژوئیه ۱۹۵۳ میلادی در برابر تیم ملی فوتبال مصر برگزار شده است. فلسطین در سال ۲۰۱۵ برای نخستین بار حضور در جام ملت‌های آسیا را تجربه کرد.
تیم ملی فلسطین در جام ملت‌های آسیا ۲۰۲۳، با تساوی ۱–۱، برابر با تیم ملی امارات و پیروزی ۳–۰، برابر با تیم ملی هنگ کنگ با ۴ امتیاز؛ صعودی تاریخی به ۱/۸ نهایی را تجربه کرد.

## تاریخچه
در سال ۱۹۵۳، این تیم اولین بازی خود را مقابل مصر در جام جهانی عرب ثبت کرد که در آن با نتیجه ۱ بر ۸ شکست خورد.
فیفا در سال ۱۹۹۸ تیم فلسطین را از هر نظر به عنوان یک تیم ملی به رسمیت شناخت و یکی از اولین سازمان‌های بین‌المللی بود که فلسطین را به عنوان یک کشور به رسمیت شناخت و همچنین یکی از اولین سازمان‌هایی بود که تشکیلات خودگردان فلسطین به دنبال به رسمیت شناختن آن است.
رکورد موفقیت تیم تشکیلات خودگردان فلسطین در چارچوب بازی‌های پان عرب در سال ۱۹۹۹ است که پس از شکست ۱ بر ۴ از تیم اردن در نیمه نهایی با لیبی به مقام مشترک ۳–۴ دست یافت. . در سال ۲۰۰۸، استادیوم فیصل حسینی، که به عنوان ورزشگاه ملی فلسطین عمل می‌کند، در رام نزدیک رام‌الله افتتاح شد.
در ماه مه ۲۰۱۴، تیم فلسطین به بازی نهایی «چلنج کاپ» راه یافت، تورنمنتی که هدف آن ارتقای تیم‌های فوتبال کشورهای در حال توسعه آسیایی است. برنده مسابقات چالش به‌طور خودکار به جام فوتبال آسیا (برنده تیم ملی فوتبال اسرائیل در سال ۱۹۶۴) که هر چهار سال یک بار برگزار می‌شود، واجد شرایط می‌شود. او در راه فینال تیم‌های بنگلادش، میانمار، قرقیزستان، نپال و افغانستان را شکست داد. در فینال، فلسطین به مصاف تیم فیلیپین رفت و یک بر صفر پیروز شد.
در ژانویه ۲۰۱۵، تیم ملی فلسطین در مسابقات قهرمانی فوتبال آسیا که در استرالیا برگزار شد، حاضر شد. تیم فلسطین در گروه چهارم با ژاپن (رتبه ۵۴ جهان) اردن و عراق همگروه شد اما در گروه در رده آخر ایستاد و از صعود به مرحله بعدی مسابقات بازماند.
در پایان دهه دوم قرن بیست و یکم، تعدادی از فوتبالیست‌های عرب-اسرائیلی مانند علی خطیب، عبدالله جابر، حسام ابوصالح، محمد درویش، احمد ابونهیه، شادی شعبان و علاء ابوصالح برای بازی در لیگ برتر فلسطین و از آنجا به تیم ملی احضار شد.
در ژانویه ۲۰۱۹، فلسطین برای دومین بار در جام ملت‌های آسیا شرکت کرد و پس از دو تساوی مقابل سوریه و اردن و باخت مقابل استرالیا، در گروه سوم شد و به مرحله یک چهارم نهایی راه پیدا نکرد.
در ۱۵ اکتبر ۲۰۱۹، به عنوان بخشی از مسابقات مقدماتی جام جهانی ۲۰۲۲، تیم ملی عربستان سعودی برای اولین بار در ورزشگاه فیصل حسینی در رام‌الله به مصاف تیم ملی فلسطین رفت. تا آن زمان، سعودی‌ها از ورود به این سرزمین‌ها خودداری می‌کردند، زیرا نیاز به اخذ روادید از اسرائیل و عبور از مرزهای تحت کنترل دولت اسرائیل بود.